# Ectobius montanus
Ectobius montanus es una especie de cucaracha del género Ectobius, familia Ectobiidae.

## Distribución
Esta especie se encuentra en Italia y Gran Bretaña.